# Cotoletta

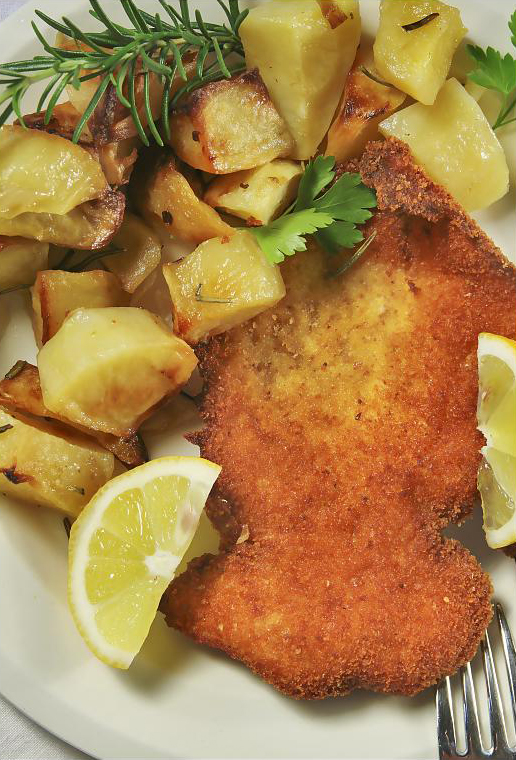
Una cotoletta e patate al forno (cotoletta y patatas al horno).

La Cotoletta (del italiano: costoletta; pequeña costilla) es una chuleta de ternera empanada. Su denominación alternativa es cotoletta alla milanese, por ser típica de la cocina milanesa (Lombardía). La preparación es muy similar al Wiener Schnitzel y corresponde a un preparado que puede verse en diversos países europeos cercanos al Imperio austrohúngaro. Suele servirse junto con el risotto alla milanese (variantes de la misma pueden encontrarse en Alemania, Austria y República Checa). Este tipo de filete empanado es muy frecuente en muchas osterías italianas.

## Historia
En 1134, en Milán, se encuentra una receta de filete de carne que algunos consideran como el ancestro de la cotoletta, pero no se sabe si era apanizado ya que la única información que tenemos es que un plato nombrado lombos cum panitio existió en Milán, lo cual se puede traducir como lomito con pan, no dejando claro si la carne estaba apanizada o si el pan se servía aparte.

## Variantes
En Italia existen diversas variantes de la cotoletta:
- Cotoletta a orecchio di elefante - traducida como "Filete de oreja de elefante".
- Cotoletta alla palermitana - procedente de Palermo (Sicilia), elaborada con aceite de oliva y servida con rodajas de limón.

En Latinoamérica, particularmente en Argentina (donde ha logrado consolidarse como un plato típico de la gastronomía local, cocinado en prácticamente todos los hogares del país al menos una vez por semana), algunas cocinas se han inspirado en la cotoletta italiana, debido a la inmigración italiana del siglo XIX, dando lugar a las milanesas.